# Dan yr Ogof
Dan yr Ogof je jamski sistem v Walesu (Združeno kraljestvo), ki se razteza na dolžini okoli 16 km.
Jamo sta prva raziskala brata Tommy in Jeff Morgan, ki sta se vanjo prvič podala leta 1912, opremljena s primitivno jamsko opremo in svečami ter oljenkami, pot pa sta si označevala s puščicami iz prsti ali peska. V jami sta prečkala štiri podzemna jezera, na koncu pa sta se morala ustaviti pred ozko špranjo na koncu ene od podzemnih dvoran.
Nadljevanje raziskav tega jamskega sistema se je nadaljevalo v tridesetih letih prejšnjega stoletja, prva pa je skozi špranjo uspela priti jamarka Eileen Davies, leta 1963.

## Turistična točka
Ta jamski sistem velja za največjega v zahodni Evropi, danes pa je izjemno priljubljena turistična atrakcija. Prva sta jamo osvetlila brata Morgan, ki sta iz Francije uvozila vodno turbino za pridobivanje električne energije, ki jo je poganjala podzemna reka, ki teče po jamskem sistemu. Ta turbina deluje še danes in proizvaja 20 kW električne energije, kar je dovolj za osvetlitev celotnega jamskega sistema, ki je bil prvič odprt za obiskovalce leta 1939.
Jama se ponaša z nekaj impresivnimi podzemnimi tvorbami, od katerih je najbolj zanimiva velika, 5,5 metrov dolga kapniška zavesa. Poleg te zavese je v jami mnogo manjših jezer ter slapov, ki jih ustvarja podzemna reka. Med drugimi zanimivimi jamskimi tvorbami sodi skupina petih stalagmitov, ki so jih zaradi svoje oblike poimenovali »Nune«  ter Alabastrni steber, velik bel steber, ki se dviga sredi ene od dvoran. Vse jamske tvorbe so izrazito živih barv, ki so posledica z minerali bogate vode, ki pronica skozi stene.